# Суперкубок Ємену з футболу 2011
Суперкубок Ємену з футболу 2011  — 5-й розіграш турніру. Матч відбувся 22 грудня 2011 року між чемпіоном Ємену клубом Аль-Оруба (Забід) та віце-чемпіоном Ємену клубом Ат-Тілаль.
| Володар Суперкубка Ємену 2011  |
| ------------------------------ |
|                                |
| Аль-Оруба (Забід) Перший титул |

## Матч

### Деталі
| 22 грудня 2011 15:00 (EEST) |

| Аль-Оруба (Забід)   | 1:0 | Ат-Тілаль |
| ------------------- | --- | --------- |
| Фтаї Адіса Алав 14' |     |           |

| Аль-Тавра Спортс Сіті Стедіум, Сана |